# Браун, Джейкоб (футболист)
Дже́йкоб Сэ́мюэл Бра́ун (англ. Jacob Samuel Brown; 10 апреля 1998, Галифакс) — шотландский футболист, нападающий клуба «Лутон Таун» и сборной Шотландии.

## Клубная карьера

### Ранние годы
Браун начал заниматься футболом академии «Шеффилд Уэнсдей», из которой он ушел в возрасте 14 лет. Подписал контракт с небольшим любительским английским клубом «Гайзли» в возрасте 16 лет и сыграл в своем первом матче на взрослом уровне в игре против «Селби Таун» на Кубке округа Вест-Райдинг в октябре 2014 года. Браун перешел в «Барнсли» в январе 2015 года после поразительной игры против них в матче с командой до 18 лет.

### «Барнсли»
Браун дебютировал за «Барнсли» против «Брентфорда» 22 октября 2016 года, выйдя на замену. Проведя первую половину сезона 2017/18 в молодежной команде «Барнсли» до 23 лет, Браун 31 января 2018 присоединился к «Честерфилду» из Второй английской лиги на правах шестимесячной аренды, где сыграл 13 игр, но не смог помочь вылета в Национальную лигу.
Вернувшись в «Барнсли», Браун стал основным игроком команды с начала сезона 2018/19 годах под руководством нового немецкого тренера Даниеля Штенделя на позиции вингера и выиграл награду лучшего молодого игрока месяца в чемпионате в январе 2019. Он подписал новый контракт с клубом в декабре 2018. 2 марта 2019 года он был удален с поля впервые в карьере в игре против «Саутенд Юнайтед». В общей сложности Браун сыграл 38 раз в сезоне 2018/19, забил восемь голов, и помог команде вернуться в Чемпионшип. После этого Браун подписал продление контракта с «Барнсли» в мае 2019. В сезоне 2019/20 года Браун сделал девять результативных передач, а «Барнсли» боролся за выживание и остался после побед в последних двух матчах против «Ноттингем Форест» и «Брентфорда».

### «Сток Сити»
9 сентября 2020 года Браун присоединился к «Сток Сити» за неразглашенную сумму. 17 сентября 2020 он забил свой первый гол за «Сток» в матче Кубка Англии против «Вулверхэмптон Уондерерс» (1:0), а в чемпионате дебютный гол за клуб забил и в игре против «Рединга» (3:0) в ноябре того же года. Всего Браун забил шесть голов в 46 матчах в течение сезона Чемпионшипа 2020/21[17], а «Сток» финишировал на 14-м месте.
Браун забил гол в первом туре сезона 2021/22 годов в матче против «Рединга» (3:2). «Сток» начал сезон в хорошей форме и в начале года был в борьбе за плей-офф, но во втором круге команда опустилась в середину таблицы. Браун стал лучшим бомбардиром команды, забил 14 мячей, благодаря чему ему предложили новый трехлетний контракт, и он стал лучшим игроком года в клубе.

## Карьера в сборной
Браун имел право представлять на международном уровне как за Англию, через место рождения, так и Шотландию, через свою мать, родившуюся в Глазго. В ноябре 2021 года Браун был вызван в сборную Шотландии для участия в отборочных матчах к чемпионату мира 2022 против Молдовы и Дании. Браун дебютировал за национальную сборную 12 ноября 2021 года, выйдя на замену в матче против Молдовы (2:0).